# Долопы
Долопы (др.-греч. Δόλοπες, лат. Dolopes) — племя, жившее в Фессалии на границе с Эпиром, вокруг хребта Аграфа в Средней Греции. Страна долопов называлась Долопией и включала северную часть современной периферийной единицы Эвритания и юго-восточную часть периферийной единицы Кардица. На востоке Долопия граничила с Фтиотидой, на юге — с Этолией.
Согласно Гомеру Пелей сделал царём долопов Феникса. После установления господства фессалийцев в Фессалии в VI веке до н. э. долопы признали их господство. Долопы входили в Фессалийский союз — Дельфийскую амфиктионию, в которой фессалийцы были господствующим племенем. В ходе греко-персидской войны (480—479 до н. э.) долопы подчинились персидскому царю Ксерксу I и выставили отряд воинов в его войско. В IV веке до н. э. Долопию покорил тиран Ясон Ферский. Затем Долопию покорили македоняне. После смерти Александра Македонского долопы участвовали в Ламийской войне на стороне противников македонского господства. Входили в Этолийский союз. В ходе Второй Македонской войны войска царя Филиппа V Македонского разоряли и грабили долопов. В 168 году до н. э. Долопия завоевана Римом.
В древности долопы переселились на некоторые из островов Эгейского моря, в том числе на Скирос. Царь долопов на Скиросе Ликомед убил Тесея, изгнанного из Афин. По другому преданию Тесей сам, споткнувшись, сорвался со скалы в пропасть. Плутарх передаёт предание, что долопы, жившие на Скиросе, занимались с древних времён пиратством. Афинский полководец Кимон в V веке до н. э. захватил остров, изгнал долопов, очистил Эгейское море от пиратов, нашёл могилу Тесея и перевёз его останки по приказанию Дельфийского оракула на родину. Остров был заселён афинянами.
Согласно Павсанию долопы как племя уже не существовали во времена императора Августа (27 до н. э. — 14 н. э.). Август передал голоса долопов в Дельфийской амфиктионии жителям основанного им Никополя.
Перу Софокла принадлежала трагедия «Долопы», о сюжете которой ничего не известно.